# Мучу-Чхіш

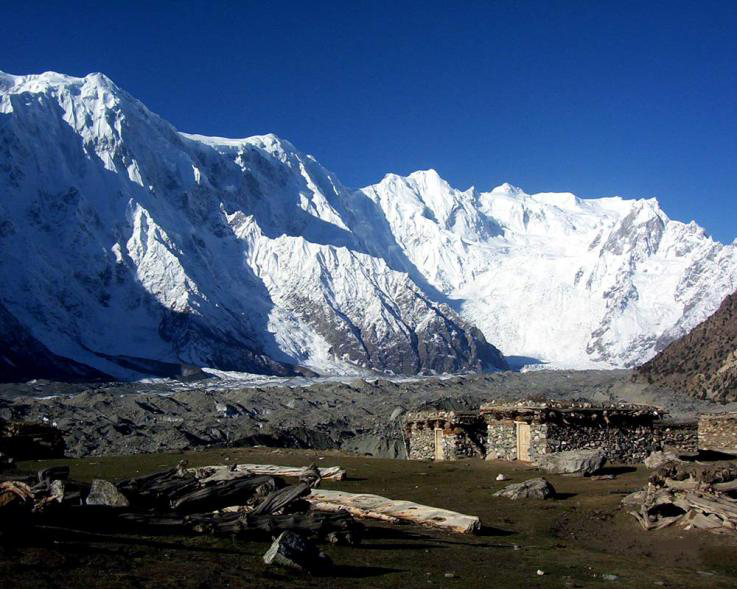
Гора Мучу-Чхіш знаходиться над лівою частиною невеликої будівлі, яка видніється в долині. Більше інформації тут

Мучу-Чхіш (анг. Muchu Chhish) (7 452 метри (24 449 футів)) (також відома як Batura V) - вершина, яка розташована в гірській системі Каракорум в Пакистані. Через віддаленість та важкодоступність, було здійснено лише кілька спроб досягти піку, жодна з яких не увінчалася успіхом. Остання спроба була здійснена в 2014 році, коли англійський альпініст Пітер Томпсон зійшов на 6000 м (20 000 футів).  Мучу-Чхіш - одна з найвищих вершин на Землі, яка залишається непідкореною. Пік має незначну відносну висоту, піднімаючись лише на 263 м (863 фути) над найближчою сідловиною. На півночі від Мучу-Чхіш знаходиться один з найдовших льодовиків за межами полярних районів - льодовик Батура.
У серпні 2020 року чеська експедиція з трьох членів, включаючи альпініста Павла Корінека та колишнього політика Павла Бема, оголосила про початок нової експедиції на пік.